# مارسل کارنه
مارسل کارنه (فرانسوی: Marcel Carné‎؛ ۱۸ اوت ۱۹۰۶ – ۳۱ اکتبر ۱۹۹۶) یک کارگردان، و فیلم‌نامه‌نویس اهل فرانسه و یکی از چهره‌های کلیدی در جنبش رئالیسم شاعرانه بود. وی بین سال‌های ۱۹۳۶ تا ۱۹۷۶ میلادی فعالیت می‌کرد. کارنه برنده جوایزی همچون سزار افتخاری شده است.

## گزیده فیلمشناسی
- بندرگاه مه‌آلود (۱۹۳۸)
- روز بر می‌آید (۱۹۳۹)
- بچه‌های بهشت (۱۹۴۵)
- متقلبین (۱۹۵۸)
- سه اتاق در منهتن (۱۹۶۵)